# Alija Izetbegović

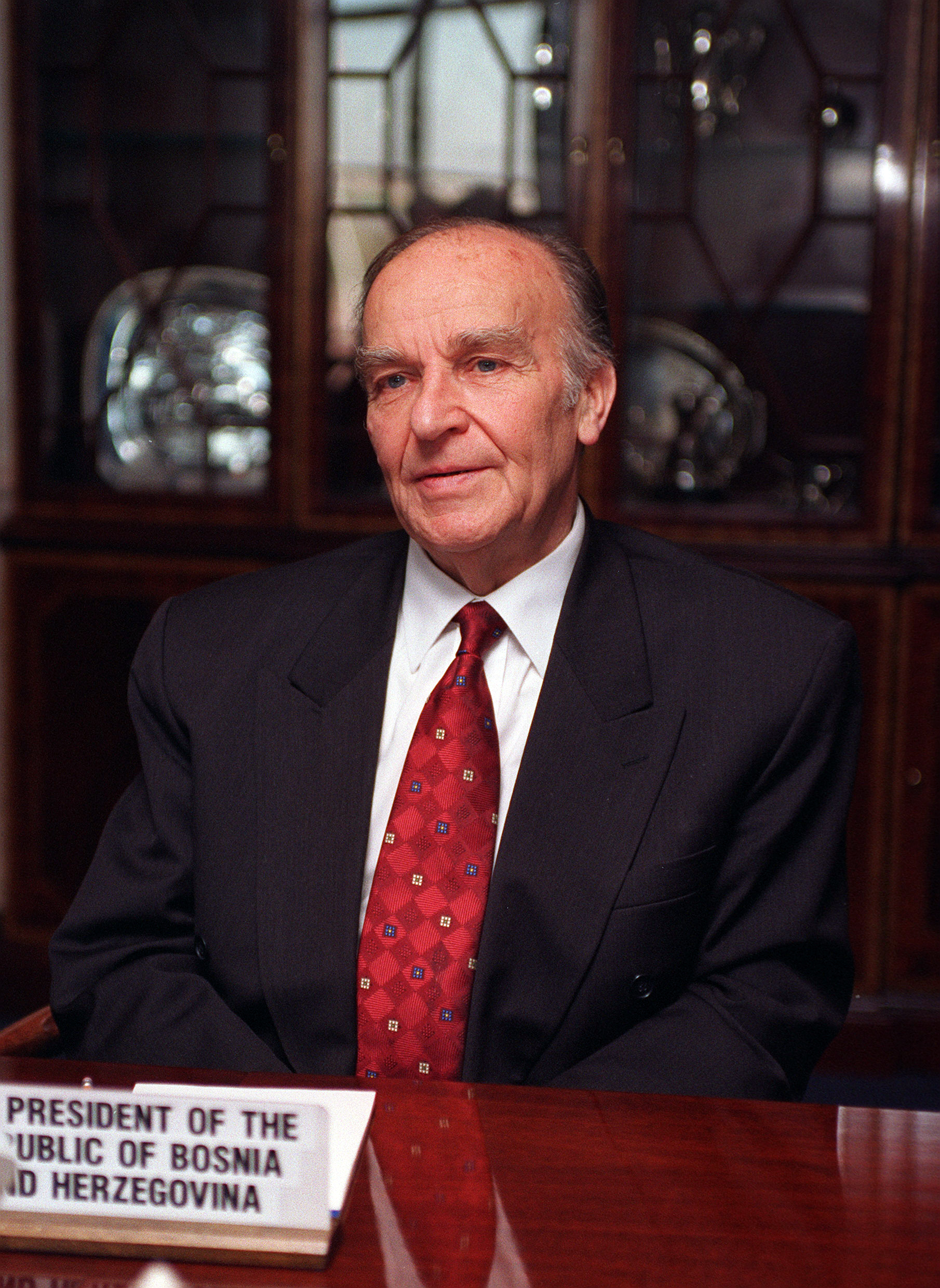
Alija Izetbegović (foto del 24 de març del 1997)

Alija Izetbegović (Bosanski Šamac, 8 d'agost de 1925 - Sarajevo, 19 d'octubre de 2003), president de Bòsnia i Hercegovina entre 1990 i 2000 (des de 1996 com a membre de la presidència col·lectiva).
Des de jove es va identificar amb les reivindicacions polítiques i culturals de la comunitat musulmana de Bòsnia, i més concretament va militar en la dissidència dels Mladi Muslimani (Joves Musulmans), una associació panislamista creada el 1941, d'orientació integrista. Durant la II Guerra Mundial, els Mladi Muslimani es van mostrar partidaris de les milícies musulmanes SS Handzar i SS Skanderbeg, organitzades per les forces d'ocupació feixistes, i van ajudar a reclutar voluntaris.
El 1946 va ser arrestat per primera vegada per haver pres part a la publicació d'un diari il·legal i els tres anys següents els va passar a presó. El 1949 va quedar en llibertat coincidint amb la prohibició i dissolució dels Mladi Muslimani, acusats de sedició en relació amb un recent motí de carrer, de promoure l'odi racial i religiós i d'haver mostrat una orientació filofeixista durant la guerra. Tanmateix, Izetbegovic i altres companys van continuar actius en la clandestinitat.
En les quatre dècades següents Izetbegovic va sofrir unes altres tres etapes carceràries: el 1951, quan va ser condemnat a tres anys per desenvolupar "activitats subversives"; el 1972, per la seva autoria de l'opuscle Declaració Islàmica; i, el 1983, quan va rebre una pena de catorze anys, acusat aquesta vegada de desenvolupar "activitats panislàmiques". En la seva "Declaració Islàmica" de 1970, Izetbegovic planteja la impossibilitat de convivència entre l'Islam i les institucions laiques, i postula la república islàmica com la forma d'Estat ideal per a Bòsnia. Exhorta a la presa del poder pels musulmans militants allà on siguin "moralment i numèricament superiors" per tal de "destruir el poder no islàmic" existent i "construir-ne un islàmic".
El 1990 funda el nacionalista Partit d'Acció Democràtica (SDA), que es converteix en la formació majoritària de la república. Davant de l'apogeu dels partits nacionalistes croats i serbis en les repúbliques de l'antiga Iugoslàvia i l'augment de les tensions interètniques, Izetbegovic va declarar que estava disposat a sacrificar la pau per la llibertat del seu poble.
Després de les declaracions d'independència d'Eslovènia i Croàcia, el parlament bosnià va proclamar la sobirania de Bòsnia i Hercegovina (octubre de 1991) i va organitzar un referèndum sobre la independència del país en què el «sí» (que Izetbegovic i el S.D.A. defensaven) va resultar vencedor, pel que el 13 de març de 1992 es va proclamar la independència de la República de Bòsnia i Hercegovina. Per a llavors, ja s'havien aixecat en armes alguns nacionalistes serbobosnians (amb el suport de l'exèrcit federal iugoslau) i s'havien produït combats entre aquests, d'una banda, i els nacionalistes bosnians i bosniocroats (H.V.O. o "Consell Croat de Defensa"), per l'altre.
Va signar els acords de Dayton, junt amb el croat Franjo Tuđman i el serbi Slobodan Milošević que van posar fi a la guerra a l'antiga Iugoslàvia el novembre de 1995.